# Liste der Monuments historiques in Bourg-en-Bresse
Die Liste der Monuments historiques in Bourg-en-Bresse führt die Monuments historiques in der französischen Stadt Bourg-en-Bresse auf.

## Liste der Bauwerke
| Bezeichnung                                    | Beschreibung                    | Standort                                      | Kennzeichnung | Schutzstatus   | Datum          | Bild           |
| ---------------------------------------------- | ------------------------------- | --------------------------------------------- | ------------- | -------------- | -------------- | -------------- |
| Ehemalige Präfektur                            |                                 | Rue Bichat (Lage)                             | PA00116345    | Inscrit        | 1947           | weitere Bilder |
| Le Café français                               |                                 | 7, avenue Alsace-Lorraine (Lage)              | PA01000033    | Inscrit        | 2010           | weitere Bilder |
| Kapelle Sainte-Madeleine                       |                                 | 41-43, boulevard Paul Bert (Lage)             | PA01000036    | Inscrit        | 2013           |                |
| Schloss Pennesuyt                              |                                 | Route de Ceyzériat (Lage)                     | PA00116319    | Inscrit        | 1987           | weitere Bilder |
| Kathedrale Notre-Dame de l’Annonciation        |                                 | (Lage)                                        | PA00116321    | Classé         | 1914           | weitere Bilder |
| Ehemaliges Jesuitenkolleg, jetzt Lycée Lalande |                                 | 16, rue du Lycée (Lage)                       | PA00116320    | Inscrit Classé | 1950 1983      | weitere Bilder |
| Demeure Hugon                                  |                                 | 16, rue Gambetta rue Victor-Basch (Lage)      | PA00116334    | Classé         | 1940           | weitere Bilder |
| Hospital                                       |                                 | Boulevard de Brou (Lage)                      | PA00116322    | Inscrit        | 1947           | weitere Bilder |
| Hôtel de Bohan                                 |                                 | 8, place de l’Hôtel-de-Ville (Lage)           | PA00116327    | Inscrit        | 1943           | weitere Bilder |
| Hôtel Marron de Meillonnas                     |                                 | 5, rue Teynière (Lage)                        | PA00116341    | Inscrit        | 1942           | weitere Bilder |
| Hôtel de Loras                                 |                                 | 13, rue Bourgmayer (Lage)                     | PA00116325    | Inscrit        | 2009           | weitere Bilder |
| Hôtel de la Teyssonnière                       |                                 | 23, rue Bourgmayer (Lage)                     | PA00116323    | Inscrit        | 1947           | weitere Bilder |
| Hôtel de Ville                                 |                                 | Place de l’Hôtel de Ville (Lage)              | PA00116324    | Inscrit        | 1932           | weitere Bilder |
| Gebäude                                        |                                 | 20, rue Samaritaine (Lage)                    | PA00116328    | Inscrit        | 1950           | weitere Bilder |
| Gebäude                                        |                                 | 10, rue Victor-Basch (Lage)                   | PA00116329    | Inscrit        | 1947 1982 2017 | weitere Bilder |
| Gebäude                                        |                                 | 26, rue Victor-Basch (Lage)                   | PA00116330    | Inscrit        | 1947           | weitere Bilder |
| Haus                                           |                                 | 15, rue Bourgmayer (Lage)                     | PA00116331    | Inscrit        | 1947           | weitere Bilder |
| Haus                                           |                                 | 17, rue Bourgmayer Rue des Marronniers (Lage) | PA00116332    | Classé Inscrit | 1977           | weitere Bilder |
| Haus                                           |                                 | 7, rue d’Espagne (Lage)                       | PA00116333    | Inscrit        | 1947           | weitere Bilder |
| Haus                                           |                                 | 5, rue Jules-Migonney (Lage)                  | PA00116335    | Inscrit        | 1983           | weitere Bilder |
| Haus                                           |                                 | 12, rue du Maréchal-Foch (Lage)               | PA00116336    | Inscrit        | 1947           | weitere Bilder |
| Haus                                           |                                 | 14, rue du Maréchal-Foch (Lage)               | PA00116337    | Inscrit        | 1947           | weitere Bilder |
| Haus                                           |                                 | 16, rue du Maréchal-Foch (Lage)               | PA00116338    | Inscrit        | 1947           | weitere Bilder |
| Haus                                           |                                 | 30, rue de la République (Lage)               | PA00116340    | Inscrit        | 1947           | weitere Bilder |
| Haus                                           |                                 | 11, rue Teynière (Lage)                       | PA00116342    | Inscrit        | 1947           | weitere Bilder |
| Maison Gorrevod                                |                                 | 1, rue du Palais (Lage)                       | PA00116339    | Inscrit Classé | 1927 1974      | weitere Bilder |
| Maison des Quatre Saisons                      |                                 | 7, rue Clavagry (Lage)                        | PA00116326    | Inscrit        | 1947           | weitere Bilder |
| Kloster Brou                                   |                                 | (Lage)                                        | PA00116318    | Classé         | 1862 1935 1950 | weitere Bilder |
| General-Joubert-Denkmal                        | Zwischen 1942 und 1944 zerstört | Avenue Alsace-Lorraine (Lage)                 | PA00116343    | Inscrit        | 1932           | weitere Bilder |
| Mühle von Crève-Cœur                           |                                 | 13, rue Crève-Cœur (Lage)                     | PA01000014    | Inscrit        | 2005           | weitere Bilder |
| Porte des Jacobins                             |                                 | Rue de la République (Lage)                   | PA00116344    | Inscrit        | 1927           | weitere Bilder |
| Xavier-Bichat-Statue                           |                                 | Promenade du Bastion (Lage)                   | PA01000042    | Inscrit        | 2016           | weitere Bilder |
| Theater                                        |                                 | Esplanade de la Comédie (Lage)                | PA00116346    | Inscrit        | 1975           | weitere Bilder |

## Liste der Objekte
- Monuments historiques (Objekte) in Bourg-en-Bresse in der Base Palissy des französischen Kultusministeriums